# Список видов семейства Gallieniellidae
Список всех описанных видов пауков семейства Gallieniellidae на 19 марта 2013 года. 

## Austrachelas
Austrachelas Lawrence, 1938
- Austrachelas bergi Haddad et al., 2009 — Южная Африка
- Austrachelas incertus Lawrence, 1938 — Южная Африка
- Austrachelas kalaharinus Haddad et al., 2009 — Южная Африка
- Austrachelas merwei Haddad et al., 2009 — Южная Африка
- Austrachelas natalensis Lawrence, 1942 — Южная Африка
- Austrachelas pondoensis Haddad et al., 2009 — Южная Африка
- Austrachelas reavelli Haddad et al., 2009 — Южная Африка
- Austrachelas sexoculatus Haddad et al., 2009 — Южная Африка
- Austrachelas wassenaari Haddad et al., 2009 — Южная Африка

## Drassodella
Drassodella Hewitt, 1916
- Drassodella melana Tucker, 1923 — Южная Африка
- Drassodella purcelli Tucker, 1923 — Южная Африка
- Drassodella quinquelabecula Tucker, 1923 — Южная Африка
- Drassodella salisburyi Hewitt, 1916 — Южная Африка
- Drassodella septemmaculata (Strand, 1909) — Южная Африка
- Drassodella tenebrosa Lawrence, 1938 — Южная Африка
- Drassodella vasivulva Tucker, 1923 — Южная Африка

## Galianoella
Galianoella Goloboff, 2000
- Galianoella leucostigma (Mello-Leitao, 1941) — Аргентина

## Gallieniella
Gallieniella Millot, 1947
- Gallieniella betroka Platnick, 1984 — Мадагаскар
- Gallieniella blanci Platnick, 1984 — Мадагаскар
- Gallieniella jocquei Platnick, 1984 — Коморские острова
- Gallieniella mygaloides Millot, 1947 — Мадагаскар

## Legendrena
Legendrena Platnick, 1984
- Legendrena angavokely Platnick, 1984 — Мадагаскар
- Legendrena perinet Platnick, 1984 — Мадагаскар
- Legendrena rolandi Platnick, 1984 — Мадагаскар
- Legendrena rothi Platnick, 1995 — Мадагаскар
- Legendrena spiralis Platnick, 1995 — Мадагаскар
- Legendrena steineri Platnick, 1990 — Мадагаскар
- Legendrena tamatave Platnick, 1984 — Мадагаскар

## Meedo
Meedo Main, 1987
- Meedo bluff Platnick, 2002 — Новый Южный Уэльс
- Meedo booti Platnick, 2002 — Новый Южный Уэльс
- Meedo broadwater Platnick, 2002 — Квинсленд
- Meedo cohuna Platnick, 2002 — eastern Австралия
- Meedo flinders Platnick, 2002 — Южная Австралия
- Meedo gympie Platnick, 2002 — Квинсленд, Новый Южный Уэльс
- Meedo harveyi Platnick, 2002 — Западная Австралия
- Meedo houstoni Main, 1987 — Западная Австралия
- Meedo mullaroo Platnick, 2002 — Южная Австралия, Квинсленд до Виктории
- Meedo munmorah Platnick, 2002 — Новый Южный Уэльс
- Meedo ovtsharenkoi Platnick, 2002 — Западная Австралия
- Meedo yarragin Platnick, 2002 — Западная Австралия
- Meedo yeni Platnick, 2002 — Западная Австралия, Южная Австралия, Виктория

## Neato
Neato Platnick, 2002
- Neato arid Platnick, 2002 — Западная Австралия
- Neato barrine Platnick, 2002 — Квинсленд
- Neato beerwah Platnick, 2002 — Квинсленд, Новый Южный Уэльс
- Neato kioloa Platnick, 2002 — Новый Южный Уэльс, Виктория
- Neato palms Platnick, 2002 — Новый Южный Уэльс
- Neato raveni Platnick, 2002 — Квинсленд
- Neato walli Platnick, 2002 — Квинсленд, Новый Южный Уэльс, Виктория

## Oreo
Oreo Platnick, 2002
- Oreo bushbay Platnick, 2002 — Западная Австралия
- Oreo capensis Platnick, 2002 — Западная Австралия
- Oreo kidman Platnick, 2002 — Северные Территории
- Oreo muncoonie Platnick, 2002 — Квинсленд
- Oreo renmark Platnick, 2002 — Южная Австралия, Квинсленд до Виктории

## Peeto
Peeto Platnick, 2002
- Peeto rodmani Platnick, 2002 — Квинсленд

## Questo
Questo Platnick, 2002
- Questo annuello Platnick, 2002 — Виктория